# ヴァネッサ・ケリー
ヴァネッサ・ブラッドフォード・ケリー（Vanessa Bradford Kerry、1976年12月31日 - ）は、アメリカ合衆国の医師、医療管理者である。非営利団体シード・グローバル・ヘルスを設立した。

## 若年期と教育
マサチューセッツ州ボストンで1976年12月31日に生まれた。父は政治家で、後に上院議員、国務長官になるジョン・フォーブズ・ケリー、母は作家のジュリア・ソーンである。姉のアレクサンドラ・ケリーは女優・映画製作者になった。両親は1982年に別居した後、1988年に離婚し、ヴァネッサは母に付いてモンタナ州ボーズマンに移った。
マサチューセッツ州アンドーバーのフィリップス・アカデミーを卒業後、イェール大学に入学して生物学を専攻し、スンマ・クム・ラウデ（最優等）の成績で卒業した。イェール大学ではラクロスの大学代表チームに所属していた。その後、ハーバード大学医学大学院に進学した。ハーバード大学在学中にフルブライト・プログラムでロンドンに1年間留学し、ロンドン・スクール・オブ・エコノミクスとロンドン大学衛生熱帯医学大学院に通って医療政策や計画、資金調達について学び、理学修士号(M.Sc.)を取得した。ハーバード大学医学大学院を優秀な成績で卒業し、医務博士号(M.D.)を取得した。

## キャリア
ケリーは、ボストンのマサチューセッツ総合病院(MGH)で内科の在宅診療と集中治療を行っていた。現在は集中治療を専門としている。ハーバード大学医学大学院の国際保健・社会医学部を通じて、国際保健分野での活動や、ハイチとルワンダのプロジェクトへの協力を行っている。また、マサチューセッツ総合病院とMGHグローバルを通して、ウガンダの公営企業と連携している。

### シード・グローバル・ヘルス
長年にわたり国際保健の分野で活動してきたケリーは、2011年に非営利組織「シード・グローバル・ヘルス」を設立した。同組織は、アメリカ政府による平和部隊と連携して「グローバル・ヘルス・サービス・パートナーシップ」を展開している。これは、医療従事者を国外に派遣して、現地の人々に対し医療・看護に関する教育を行うというものである。同組織はこれまでに200人近くの医療従事者を派遣して、サブサハラアフリカにおいて1万6千人以上に対して教育を行った。現在、このプログラムはマラウイ、ウガンダ、エスワティニ、ザンビアで活動している。
2010年、ケリーはアメリカの医療従事者を教育者として派遣するこのプログラムについての論説記事を『ニューヨーク・タイムズ』紙に寄稿した。医学論文誌の『ニューイングランド・ジャーナル・オブ・メディシン』や『ランセット』にも、このテーマの論文を寄稿した。

## 私生活
2009年10月10日、ボストンで脳神経外科学者のブライアン・ヴァラ・ナヘド(Brian Vala Nahed)と結婚した。ナヘドは脳腫瘍と脊椎疾患を専門とする医学者で、医師でもあり、脳腫瘍の血液検査法を開発している。ケリーは2012年に息子を、2015年に娘を出産した。

### 政治活動
大学在学中の2004年、父のジョン・フォーブズ・ケリー上院議員が大統領選挙に立候補した。ヴァネッサは大学を休学して父の選挙戦を支援し、民主党全国大会で父を紹介する演説を行った。一人で、または姉のアレクサンドラとともに主に大学のキャンパスで演説を行い、医療や学費の問題など、民主党の選挙公約の中で個人的に関心の高いテーマを取り上げた。MTV Video Music Awardsには、姉のアレクサンドラ、および、対立候補であるジョージ・W・ブッシュの娘のバーバラ、ジェンナと共に出演し、特に若者に対して選挙への参加を訴えた。ジェンナ・ブッシュは後に、ブッシュ姉妹とケリー姉妹は仲が良かったと述べている。将来、父の後継として政治家になることについて、特に否定はしていない。